# Нафтохімічний комплекс Белен-Шкопау-Лойна
Нафтохімічний комплекс Белен-Шкопау-Лойна — комплекс нафтохімічних виробництв на сході Німеччини у федеральних землях Саксонія та Саксонія-Ангальт.

## Період НДР
Заснований на використанні вуглеводнів комплекс хімічних заводів виник у Саксонії ще за часів існування соціалістичної східної Німеччини (НДР). Його базовим елементом стала введена в експлуатацію у 1976 році установка парового крекінгу (піролізу), розташована на південній околиці Лейпцига в районі містечка Белен. Вона споживала газовий бензин (naphtha), постачений з нафтопереробного заводу у місті Лойна (кілька десятків кілометрів на північний захід від Белену), котрий в свою чергу живився від нафтопроводу «Дружба». Споживання доволі важкої (як для нафтохімії) сировини дозволяло виробляти широкий спектр ненасичених вуглеводнів — етилен (330 тисяч тонн на рік), пропілен, бутадієн (43 тисячі тонн).
Вироблені на піролізній установці олефіни далі споживались:
- розташованою у Лойні лінією поліетилену низької щільності потужністю 145 тисяч тонн на рік;
- заводом з виробництва оксиду етилену (оксирану) та оксиду пропілену (епоксипропану) з показниками 104 та 50 тисяч тонн відповідно. При цьому епоксипропан отримували хлоргідринним методом, який на першому етапі потребує реакції пропілену з хлором;
- виробництвом мономеру вінілхлориду (процес потребує етилену та хлору), котрий далі використовувався для продукування 125 тисяч тонн полівінілхлориду.
Надлишковий пропілен постачався залізничними цистернами до Чехословаччини для перетворення на поліпропілен нафтохімічним комплексом у Літвінові.
Бутадієн призначався для розташованих у Шкопау (поряд з Лойною) заводів з виробництва стирен-бутадієнової резини (потужність 120 тисяч тонн на рік, споруджений ще у 1966 році, тобто до запуску піролізної установки) та 1,4-цис-полібутадієну (так само запрацював за кілька років до основного нафтохімічного виробництва – у 1970-му).
Необхідний для ряду процесів хлор отримували в обсязі 200 тисяч тонн на рік за допомогою ртутного методу.

## Модернізація Dow Chemical
У 1995-му нафтохімічний комплекс викупила компанія Dow Chemical. Невдовзі після цього, у 1997-1999 роках, вона модернізувала установку парового крекінгу зі збільшенням її річної потужності по етилену від 330 до 510 тисяч тонн, тоді як виробництво пропілену зросло до 255 тисяч тонн. Завод оксидів етилену та пропілену після переходу майданчику у власність американського концерну закрили, зате до кінця 2000 року спорудили низку нових виробництв[джерело?].
Зокрема, звели дві установки екстракції бензолу загальною потужністю 320 тисяч тонн. Вони постачали передусім виробництво стиролу (другою складовою якого є етилен) із річним обсягом 300 тисяч тонн. При цьому потужність модернізованого заводу стирол-бутадієнової гуми зменшили до 60 тисяч тон, проте звели два виробництва полістиролу із загальним обсягом 180 тисяч тонн. Стару бутадієнову установку замінили на нову зі значно збільшеною потужністю – 105 тисяч тонн. У 2010-му полістирольний та полібутадієновий напрямки викупила компанія Trinseo, тоді як виробництво мономерів залишилось за Dow Chemical.
Ще одним напрямком використання бензолу на майданчику в Белені стало виробництво аніліну потужністю 130 тисяч тонн на рік.
Старий завод хлору модернізували шляхом переведення на мембранну технологію із збереженням потужності на рівні 200 тисяч тонн. Тепер цей продукт в повному обсязі споживало значно підсилене – до 330 тисяч тонн — виробництво мономеру вінілхлориду.
Втім, основним споживачем етилену залишалось продукування його полімеру. Для цього спорудили новий завод лінійного поліетилену низької щільності потужністю 210 тисяч тонн, тоді як стара лінія тепер рахувалась з показником у 160 тисяч тонн.
Ще кілька десятків тисяч тонн етилену потребувало цілком нове виробництво поліетилентерефталату (ПЕТ). Цей завод мав початковий показник на рівні 140 тисяч тонн, проте вже станом на 2010-й його потужність досягла 335 тисяч тонн (власником даного напрямку є компанія Equipolymers — спільне підприємство з рівною участю Dow Chemical та близькосхідної Petrochemical Industries Co of Kuwait).
Наприкінці 1990-х в Шкопау запустили перше у складі комплексу виробництво поліпропілену потужністю 205 тисяч тонн на рік. У подальшому цей показник довели до 320 тисяч тонн, при цьому в 2011-му Dow Chemical продала свій поліпропіленовий бізнес бразильській компанії Braskem[джерело?].
Нарешті, пропілен використовується для виробництва акрилової кислоти в обсязі 80 тисяч тонн на рік.

## Трубопроводи
Додатковий етилен на виробничі майданчики нафтохімічного комплексу постачають за допомогою етиленопроводів Штаде – Тойченталь (прямує від терміналу у Штаде та підземного сховища Орензен) та Литвинов – Белен (пов’язує саксонський майданчик із піролізною установкою у чеському Литвинові).
Водночас триває нарощування потужностей беленської установки парового крекінгу, яка станом на 2018-й уже могла продукувати 610 тисяч тонн етилену та 310 тисяч тонн пропілену[джерело?]. Подача сюди сировини провадиться через трубопровід Росток — Белен, який може транспортувати газовий бензин, зріджений нафтовий газ, пентан та конденсат.
Для передачі різних продуктів між складовими частинами нафтохімічного комплексу прокладені етиленопровід Белен — Тойченталь, пропіленопровід Белен — Тойченталь, бутадієнопровід Тойченталь — Белен, стиролопровід Белен — Буна, гідрогенопровід Буна — Белен, а також два розсолопроводи Тойченталь — Буна та Буна — Тойченталь (обслуговують виробництво хлору з видобутої в Тойченталі солі).